# Okręg wyborczy nr 66 do Sejmu Polskiej Rzeczypospolitej Ludowej (1989–1991)
Okręg wyborczy nr 66 do Sejmu Polskiej Rzeczypospolitej Ludowej (1989–1991) obejmował Biskupiec oraz gminy Barciany, Bartoszyce, Bartoszyce (gmina wiejska), Bisztynek, Dźwierzuty, Górowo Iławeckie, Jedwabno, Jeziorany, Kętrzyn, Kętrzyn (gmina wiejska), Kolno, Korsze, Mrągowo, Mrągowo (gmina wiejska), Pasym, Piecki, Reszel, Sępopol, Sorkwity, Srokowo, Szczytno, Szczytno (gmina wiejska), Świętajno i Wielbark (województwo olsztyńskie). W ówczesnym kształcie został utworzony w 1989. Wybieranych było w nim 3 posłów w systemie większościowym.
Siedzibą okręgowej komisji wyborczej był Biskupiec.

## Wybory parlamentarne 1989

### Mandat nr 252 –Polska Zjednoczona Partia Robotnicza
| Kandydat | I tura | I tura | II tura | II tura |
| Kandydat | Głosów | %      | Głosów  | %       |
| --- | ------ | ------ | ------- | ------- |
| Paweł Rogiński                                                                                                | 32 623 | 34,25  | 21 975  | 49,35   |
| Grażyna Pieczonka                                                                                             | 31 625 | 33,20  | 16 615  | 37,31   |
| Liczba głosów ważnych: 95 262 (I tura) • 44 531 (II tura) Źródło: Państwowa Komisja Wyborcza I tura i II tura |        |        |         |         |

### Mandat nr 253 –Zjednoczone Stronnictwo Ludowe
| Kandydat | I tura | I tura | II tura | II tura |
| Kandydat | Głosów | %      | Głosów  | %       |
| --- | ------ | ------ | ------- | ------- |
| Miron Pomirski                                                                                                | 25 270 | 28,18  | 21 868  | 49,30   |
| Eugeniusz Kusior                                                                                              | 17 583 | 19,61  | 16 897  | 38,09   |
| Brunon Chachólski                                                                                             | 15 255 | 17,01  | —       | —       |
| Liczba głosów ważnych: 89 677 (I tura) • 44 356 (II tura) Źródło: Państwowa Komisja Wyborcza I tura i II tura |        |        |         |         |

### Mandat nr 254 – bezpartyjny
| Kandydat                                                         | Głosów | %     |
| ---------------------------------------------------------------- | ------ | ----- |
| Józef Lubieniecki                                                | 49 264 | 53,31 |
| Kazimierz Iwaniec                                                | 14 235 | 15,40 |
| Sławomir Borowy                                                  | 12 315 | 13,33 |
| Liczba głosów ważnych: 92 412 Źródło: Państwowa Komisja Wyborcza |        |       |